# Флеш, Янош
Янош Ласло Флеш (30 сентября 1933, Будапешт — 9 декабря 1983, Лондон) — венгерский шахматист, гроссмейстер (1980), тренер, шахматный литератор. 
Чемпион Венгрии среди юношей (1951). Лучшие результаты в международных соревнованиях: Реджо-нель-Эмилия (1963/1964) — 1-4-е; Зволле (1964) — 1-е; Сомбатхей (1966, турнир памяти Л. Асталоша) — 3-е; Варна (1968) — 2-3-е; Дортмунд и Монтрё (1976) — 2-е места.
В Будапеште (1960) побил рекорд М. Найдорфа (45 партий) в игре вслепую: дал сеанс одновременной игры (52 доски) против квалифицированных шахматистов — 40 : 12 (+31 −3 =18); сеанс продолжался 13½ часов.
Погиб в автокатастрофе.

## Книги
- Ezustermes sakkolimpia, Bdpst, 1973;
- A sakkvilag tronusaert, köt. 1-2, [Bdpst], 1974—1977 (соавтор);
- Sakkvilagbajnoksag, 1976. Manila. Biel Varese/Flesch Janos, Bdpst, 1979;
- Das Mittelspiel im Schach, 2 Aufl., Stuttgart, 1980.